# Montpothier
Montpothier település Franciaországban, Aube megyében. Lakosainak száma 329 fő (2022. január 1.). Montpothier Barbuise, La Saulsotte, Villenauxe-la-Grande és Louan-Villegruis-Fontaine községekkel határos.

## Népesség
A település népességének változása:
| Lakosok száma | 199  | 218  | 225  | 301  | 337  | 340  | 331  | 328  | 329  | 329  |
|               | 1968 | 1982 | 1990 | 2006 | 2013 | 2015 | 2017 | 2019 | 2020 | 2022 |